# Li Jian (Volleyballspieler)
Li Jian (chinesisch 李鍵, Pinyin Lǐ Jiàn; * 21. März 1985 in der Provinz Sichuan, Volksrepublik China) ist ein chinesischer Beachvolleyballspieler.

## Karriere
2006 absolvierte Li in Shanghai sein erstes gemeinsames Turnier mit seinem langjährigen Partner Zhou Shun. Bei der Weltmeisterschaft in Gstaad belegten sie 2007 einen guten fünften Platz. Mit Chen Cheng wurde er 2012 Zweiter bei den Asienmeisterschaften in Haikou. Seitdem waren Chen/Li auch auf der FIVB World Tour unterwegs und hatten hier 2013 sowie 2014 einige Top-Ten-Platzierungen.